# Гонолек приозерний
Гонолек приозерний (Laniarius holomelas) — вид горобцеподібних птахів родини гладіаторових (Malaconotidae). Мешкає в Східній Африці. Раніше вважався підвидом гірського гонолека, однак за результатами молекулярно-генетичного дослідження був визананий окремим видом.

## Поширення і екологія
Приозерні гонолеки мешкають в гірських тропічних лісах Альбертінського рифту, в Демократичній Республіці Конго, Уганді, Руанді і Бурунді на висоті до 3000 м над рівнем моря.